# Garagadakatte, Channagiri
Garagadakatte là một làng thuộc tehsil Channagiri, huyện Davanagere, bang Karnataka, Ấn Độ.